# Райнер Кніціа
Ра́йнер Ва́льтер Кні́ціа (нім. Reiner Walter Knizia; нар. 16 листопада 1957, Іллертіссен) — німецький автор настільних ігор. З понад 800 опублікованих ігор, які існують у більш ніж 2000 версіях, за його власними даними, було продано понад 20 мільйонів екземплярів.
Багато його ігор отримали численні нагороди, зокрема він чотири рази здобував Deutscher Spiele Preis та тричі головний приз австрійської премії Spiel der Spiele. У 2008 році він отримав як Spiel des Jahres, так і Kinderspiel des Jahres.

## Життєпис
Кніціа вивчав фізику, а згодом математику в Ульмському університеті, де отримав диплом, а також ступінь магістра наук в Сиракузькому університеті в США. Він здобув докторський ступінь за роботу «Характеристика багатовимірних інтегралів Перрона» знову в Ульмі, за яку у 1987 році отримав премію за дисертацію.
Кніціа працював керівником проєктів та груп з розробки програмного забезпечення, згодом заступником директора департаменту інформаційних технологій у міжнародному бізнесі великого німецького банку та директором департаменту корпоративного планування великого німецького банку. Крім того, він був генеральним менеджером та членом правління британської будівельно-ощадної компанії. Після цього викладав управління проєктами та техніки менеджменту в кількох університетах та інститутах.

## Автор ігор

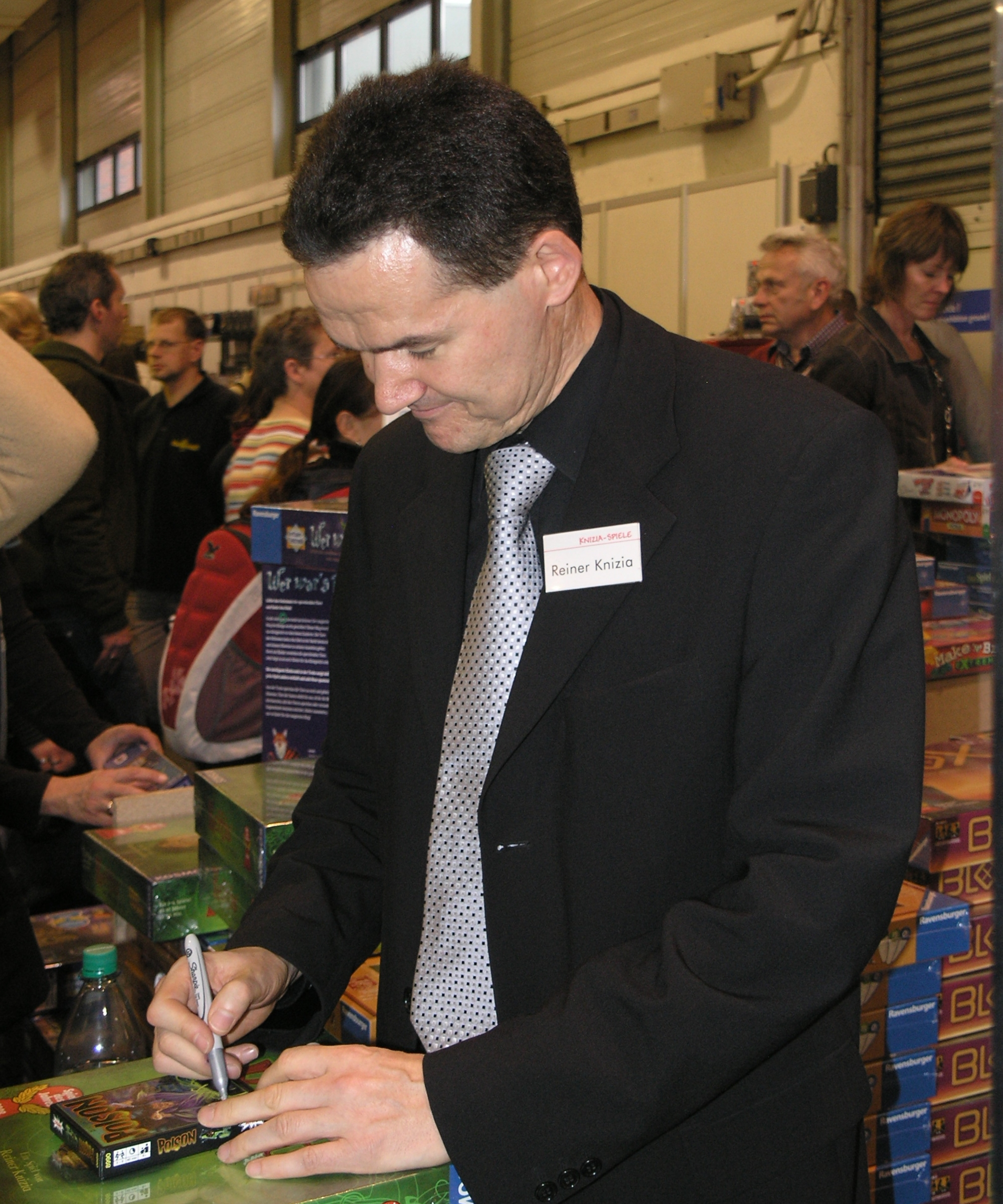
Кніціа підписує ігри

Приблизно у віці восьми років Кніціа розробив свої перші власні ігри. Серйозніше він почав займатися іграми лише з середини/кінця 1980-х років. До перших розроблених Райнером Кніцією ігор належали ігри поштою. Сім різних ігор було запущено між 1985 та 1987 роками.
У 1990 році він опублікував Digging у видавництві Hexagames та Goldrausch у Hans im Glück Verlag, яка посіла 5-те місце на Deutscher Spiele Preis. Того ж року вийшла його книга нім. Neue Taktikspiele mit Würfeln und Karten (Нові тактичні ігри з кубиками та картами) у видавництві Hugendubel.
З 1997 року він є професійним автором ігор. З 1999 по 2001 рік Кніціа також був головою Spieleautorenzunft (SAZ, Гільдія авторів ігор).
Ігри Кніції неодноразово відзначалися нагородами. У 1993, 1998, 2000 та 2003 роках він отримав Deutscher Spiele Preis за Modern Art, Tigris and Euphrates, Taj Mahal та Amun-Re відповідно. У 2003, 2004 та 2006 роках він отримав головний приз австрійської премії Spiel der Spiele за King Arthur, Einfach Genial та Долина пригод. У 2008 році він отримав нагороду Spiel des Jahres за Keltis та Kinderspiel des Jahres за Хто це був?. В інтернет-списку Top 100 Games List представлено 16 ігор Кніції, з яких шість увійшли до топ-20 (станом на 2004 рік).
У 2004 році його було включено до Зали слави Origins Award.

### Критика
Іграм Райнера Кніції іноді закидають надмірну сухість та математичну досконалість. Однак існують і протилежні приклади, такі як електронна настільна гра King Arthur, що вийшла наприкінці 2003 року, або проста гра з кубиками Heckmeck am Bratwurmeck, що з'явилася у 2005 році, які є розважальними та легкими для розуміння. Твердження, що ігри Кніції можна поділити на дві категорії — складніші та стратегічні «ігри Кніції» та легші й більш залежні від удачі «ігри Райнера» — за словами самого Кніції, не відповідає дійсності. Він сам не хоче «втискуватися в ці дві шухляди, а саме "ігри Кніції" та "ігри Райнера"», оскільки однією з його цілей є «створення дуже різноманітних речей», наприклад, у дитячій, головоломковій та навіть електронній сферах.

## Цікаві факти
У спільноті настільних ігор відомий термін «Knizia scoring» (тобто «підрахунок очок за Кніцією»), який описує специфічний механізм визначення набраних очок наприкінці гри, що зустрічається в кількох іграх Кніції. При «Knizia scoring» гравці протягом гри набирають очки в різних категоріях, але наприкінці гри враховується лише та категорія, у якій гравець має найменшу кількість очок. Ця механіка заохочує збалансовану стратегію та запобігає тому, щоб гравці зосереджувалися лише на одній категорії очок, де вони, наприклад, мають особливі переваги.

## Книги
- Reiner Knizia: Neue Taktikspiele mit Würfeln und Karten. Hugendubel, München 1990, ISBN 3-88034-458-2.
- Reiner Knizia: Neue Spiele im alten Rom. Hugendubel, München 1994, ISBN 3-88034-735-2.
- Reiner Knizia: Kartenspiele im Wilden Westen. Hugendubel, München 1995, ISBN 3-88034-808-1.
- Reiner Knizia: Das große Buch der Würfelspiele. Hugendubel, München 2000, ISBN 3-7205-2183-4.
- Reiner Knizia: Kartenschach. Berliner Spielkarten, 2000

## Нагороди
- Spiel des Jahres
  - 1992: нім. Quo vadis?: список номінантів
  - 1993: нім. Tutanchamun: список номінантів
  - 1993: нім. Modern Art: список номінантів
  - 1995: нім. Medici: список номінантів
  - 1998: нім. Durch die Wüste: список номінантів
  - 1998: нім. Money! (Гроші!): список номінантів
  - 1998: нім. Euphrat & Tigris: список номінантів
  - 2000: нім. Tadsch Mahal: список номінантів
  - 2001: нім. Der Herr der Ringe: Спеціальна премія «Література в грі»
  - 2001: нім. Royal Turf: список номінантів
  - 2002: нім. Der Herr der Ringe: Die Gefährten – Das Kartenspiel (Володар Перснів: Братство Персня – Карткова гра): список номінантів
  - 2003: нім. Amun-Re: список номінантів
  - 2004: нім. Einfach Genial: номінація
  - 2004: нім. Carcassonne – Die Burg: список рекомендацій
  - 2006: нім. Blue Moon City: номінація
  - 2008: нім. Keltis: головний приз
  - 2008: нім. Pingu-Party (Вечірка пінгвінів): список рекомендацій
  - 2009: нім. Fits: номінація
  - 2009: нім. Poison (Отрута): список рекомендацій
  - 2010: нім. Jäger und Sammler: список рекомендацій
  - 2013: нім. Rondo: список рекомендацій
  - 2012: нім. Indigo: список рекомендацій
  - 2017: нім. Wettlauf nach El Dorado: номінація
  - 2019: нім. L.L.A.M.A.: номінація
  - 2020: нім. My City: номінація
- Kinderspiel des Jahres

- - 2004: нім. Schatz der Drachen: номінація
  - 2005: нім. Mago Magino: номінація
  - 2005: нім. Schildkrötenrennen: номінація

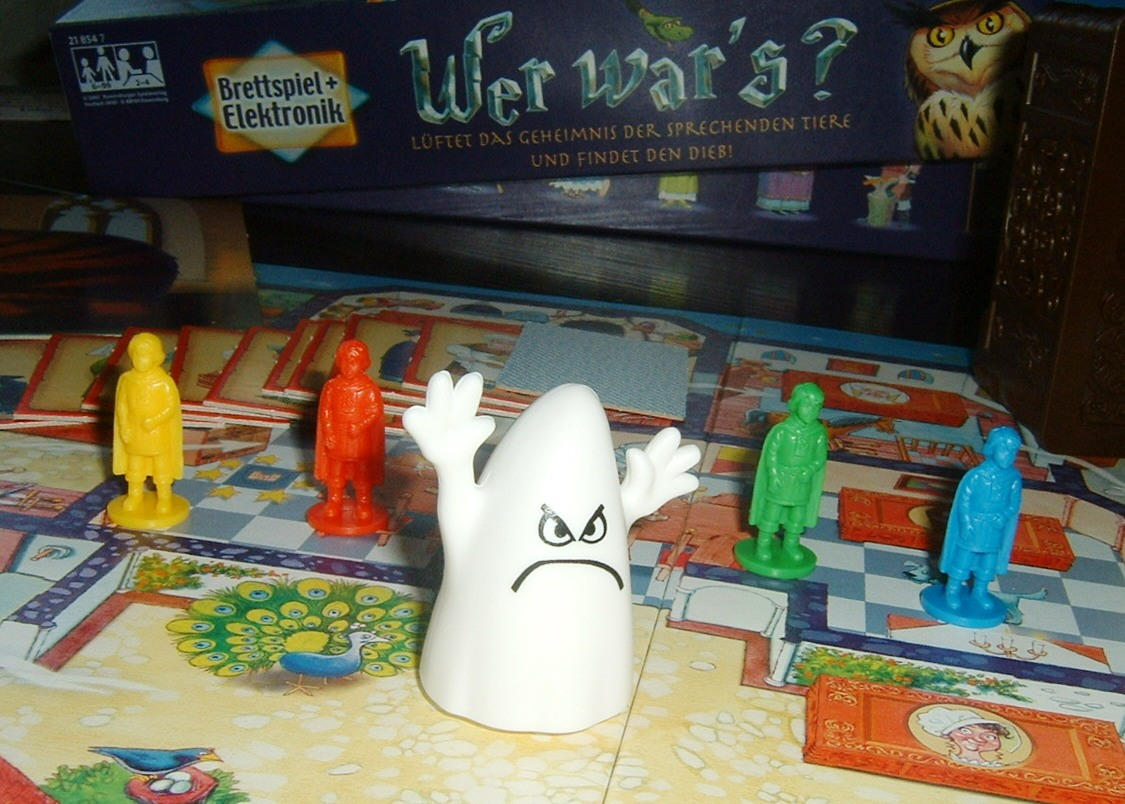
Wer war's?

  - 2005: нім. Fleckenmonster (Плямисті монстри): список рекомендацій
  - 2007: нім. Der kleine Sprechdachs (Маленький балакучий борсук): список рекомендацій
  - 2008: нім. Whoowasit?: головний приз
  - 2008: нім. Alles Tomate! (Все томатне!): список рекомендацій
  - 2011: нім. Grimaffen: список рекомендацій
  - 2015: нім. Honigbienchen (Бджілки-медоноски): список рекомендацій
  - 2016: нім. Mmm!: номінація
- Deutscher Spiele Preis
  - 1990: нім. Goldrausch: 5 місце
  - 1992: нім. Quo Vadis?: 3 місце
  - 1993: нім. Modern Art: 1 місце
  - 1993: нім. Tutanchamun: 2 місце
  - 1995: нім. Auf Heller und Pfennig: 7 місце
  - 1995: нім. Medici: 5 місце
  - 1995: нім. High Society: 10 місце
  - 1998: нім. Euphrat & Tigris: 1 місце
  - 1998: нім. Durch die Wüste: 4 місце
  - 1999: нім. Ra: 2 місце
  - 1999: нім. Samurai: 4 місце
  - 2000: нім. Tadsch Mahal: 1 місце
  - 2003: нім. Amun-Re: 1 місце
  - 2004: нім. Einfach Genial: 5 місце
  - 2006: нім. Blue Moon City: 4 місце
  - 2008: нім. Keltis: 8 місце
- Deutscher Kinderspiele Preis (Німецька премія дитячих ігор)
  - 1990: нім. Goldrausch: 8 місце
- Essener Feder
  - 1994: нім. Neue Spiele im alten Rom (Нові ігри у Стародавньому Римі)
  - 2000: нім. Tadsch Mahal
- Spiel der Spiele
  - 2003: нім. King Arthur: головний приз
  - 2003: нім. Amun-Re: Spiele Hit für Experten (Хіт для експертів)
  - 2004: нім. Einfach Genial: головний приз
  - 2005: нім. Mago Magino: Spiele Hit für Kinder (Хіт для дітей)
  - 2006: нім. Tal der Abenteuer: головний приз
  - 2007: нім. Risiko Express: Spiele Hit für Familien (Хіт для сімей)
  - 2008: нім. Drachenparade: Spiele Hit für Familien (Хіт для сімей)
  - 2009: нім. Fits: Spiele Hit für Familien (Хіт для сімей)
  - 2009: нім. Ramses Pyramid: головний приз
  - 2012: нім. Indigo: Spiele Hit für Familien (Хіт для сімей)
  - 2012: нім. Drachenhort: Spiele Hit für Familien (Хіт для сімей)
  - 2013: нім. Rondo: Spiele Hit für Familien (Хіт для сімей)
- Schweizer Spielepreis (Швейцарська премія ігор)
  - 2003: нім. Amun-Re: 2 місце у категорії Freakspiele (Ігри для фанатів)
  - 2004: нім. Einfach Genial: 1 місце у категорії Strategiespiele (Стратегічні ігри)
  - 2005: нім. Der Turmbau zu Babel: 1 місце у категорії Strategiespiele (Стратегічні ігри)
  - 2006: нім. Pirates!: 2 місце у категорії Familienspiele (Сімейні ігри)
  - 2007: нім. Einfach Genial Knobelspaß (Геніально: Головоломка): 1 місце у категорії Familienspiele (Сімейні ігри)
- À la carte Kartenspielpreis
  - 1991: нім. Res Publica: 1 місце
  - 1992: нім. Pirat: 1 місце
  - 1993: нім. Attacke: 2 місце
  - 1993: нім. En Garde: 3 місце
  - 1995: нім. High Society: 3 місце
  - 1999: нім. Lost Cities: 4 місце
  - 2001: нім. Trendy: 14 місце
  - 2009: нім. Poison (Отрута): 5 місце
  - 2008: нім. Handelsfürsten: 7 місце
  - 2008: нім. Pingu-Party (Вечірка пінгвінів): 8 місце
- Nederlandse Spellenprijs (Нідерландська премія ігор)
  - 2004: нім. Amun-Re: номінація
  - 2005: нід. Veel Soeps! (Багато супу!): номінація
  - 2006: нім. Durch die Wüste: номінація
  - 2006: нім. Pirates!: номінація
  - 2007: нім. Tadsch Mahal: номінація
- Origins Award
  - 2002: англ. Kingdoms
- International Gamers Award
  - 2000: англ. Lost Cities: головний приз у категорії «Гра для двох»
  - 2000: англ. Ra: номінація у категорії «Багатокористувацька гра»
  - 2000: англ. Stephenson's Rocket: номінація у категорії «Багатокористувацька гра»
  - 2000: англ. Schotten Totten: номінація у категорії «Гра для двох»
  - 2001: англ. The Lord of the Rings: номінація у категорії «Багатокористувацька гра»
  - 2001: нім. Die Kaufleute von Amsterdam: номінація у категорії «Багатокористувацька гра»
  - 2001: нім. Tadsch Mahal: номінація у категорії «Багатокористувацька гра»
  - 2001: нім. Traumfabrik: номінація у категорії «Багатокористувацька гра»
  - 2003: англ. The Lord of the Rings: The Confrontation: переможець у категорії «Гра для двох»
  - 2004: англ. Ingenious: номінація у категорії «Багатокористувацька гра»
  - 2004: англ. Carcassonne: The Castle: номінація у категорії «Гра для двох»
  - 2006: англ. Blue Moon City: номінація у категорії «Багатокористувацька гра»
  - 2007: англ. Medici vs. Strozzi: номінація у категорії «Гра для двох»
- MinD-Spielepreis
  - 2010: нім. Einfach Genial
- Mensa Select
  - 2023: італ. Mille Fiori[16]